# Bo Rehnberg
Bo Erik Rehnberg, född 8 februari 1947 i Stockholm, död 22 maj 1999 i Stockholm, var en känd svensk TV-producent och en profil i radio och TV. Han var son till Mats Rehnberg.

## Verksamhet
Som 20-åring blev han radiounderhållningens yngste producent på Sveriges Radio. Åren 1979–1986 var han som nöjeschef vid Sveriges Television en av de ansvariga bakom tittarframgångar som Måndagsbörsen, Razzel och Jacobs stege. Han var också producent vid TV4 redan från början, men hoppade av för att arbeta som TV-producent åt fristående produktionsbolag.
Rehnberg vann två gånger Guldcupen, det stora internationella radiopris som delas ut i Monte Carlo för bästa radiounderhållning. Han var även framgångsrik författare till schlagertexter, bland annat svensktoppslåtarna "Så gick det till när farfar var ung" och "Sången han sjöng var min egen" (svensk version av "Killing Me Softly with His Song").
Bo Rehnberg var även programledare i radio. Under många år sände han tillsammans med Jerry Williams och Svante Grundberg Rocklagret, ett program med fokus på 1950- och 60-talsmusik.
Sina sista uppdrag som TV-producent hade Rehnberg på Strix Television där han bland annat producerade Dagar som skakade Sverige. Han verkade därefter på Meter Film & Television som 'senior producer', det vill säga rådgivare till yngre producenter. 
Han är begravd på Norra begravningsplatsen utanför Stockholm.